# Colle di Valcornera
Il Colle di Valcornera (Col de Valcornière in francese) (3066 m s.l.m.), su alcune carte riportato anche come Valcournera, è un valico della Alpi Pennine che mette in comunicazione la Comba di Valcornera, diramazione dell'alta Valpelline nel comune di Bionaz, con il Vallone di Cignana, diramazione dell'alta Valtournenche, nel comune di Valtournenche.

## Descrizione
Il colle è una profonda depressione rocciosa fra la Punta di Fontanella e le Punte di Valcornera e costituiva un'antica via di comunicazione fra Valpelline e la Valtournenche; oggi il valico è frequentato da alpinisti in transito fra il rifugio Prarayer ed il rifugio Perucca-Vuillermoz.
Dal punto di vista orografico il valico si trova nelle Alpi del Weisshorn e del Cervino (sottosezione delle Alpi Pennine) e separa la Catena Bouquetins-Cervino (a nord) dalla Catena Luseney-Cian (a sud).

## Accesso
Dal rifugio Prarayer, in Valpelline, si passa il torrente Buthier su di un ponte situato poco sopra l'estuario del torrente nel lago di Place Moulin, di lì si segue il sentiero sino all'Alpe Chardonney (2364 m s.l.m.). Dall'Alpe si abbandona il fondo sassoso e sconvolto dalle acque della Comba e si risalgono i pendii erbosi sul lato destro orografico, si supera una fascia rocciosa e si giunge al valico attraverso un ampio canalone detritico.
Dal rifugio Perucca-Vuillermoz (versante Valtournenche) il valico è visibile direttamente dal rifugio ed il valico viene raggiunto con il sentiero che si appoggia al bastionata che si trova di fianco al valico.